# Johanna Carolina Constantia Wilhelmina van der Brugghen van Croy

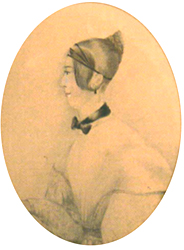
Johanna Carolina Constantia Wilhelmina van der Brugghen van Croy, Selbstporträt

Johanna Carolina Constantia Wilhelmina van der Brugghen van Croy (geboren 7. August 1795 in Utrecht; gestorben 19. März 1873 in Stiphout) war eine niederländische Stifterin. Sie gründete das Heim „Glaube, Hoffnung und Liebe“ im Schloss Croy.

## Leben

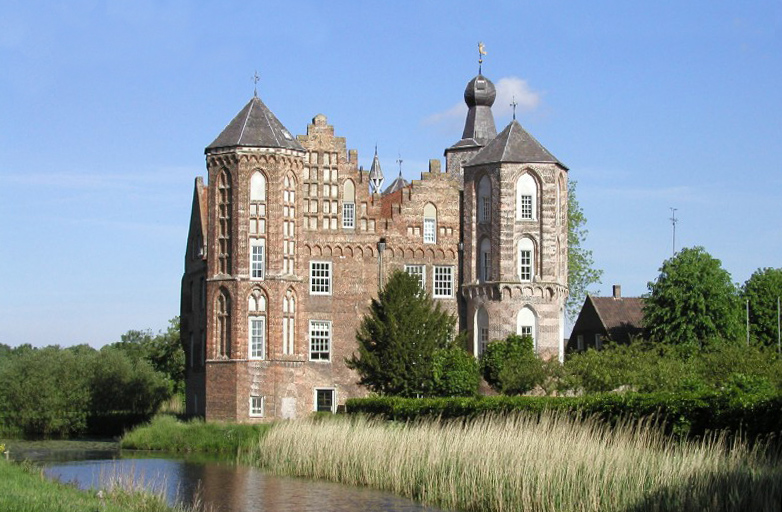
Schloss Croy

Johanna Carolina Constantia Wilhelmina van der Brugghen van Croy wurde am 7. August 1795 in Utrecht geboren. Sie war die Tochter des Unterpräfekten und Mitglied der Generalstaaten Johan Carel Gideon van der Brugghen van Croy en Stiphorst (1753–1828) und Margaretha Gertruda Falck (1761–1843). Bereits in jungen Jahren zog sie nach Schloss Croy in der Nähe von Stiphout. Gemeinsam mit ihren Eltern, ihren beiden älteren Brüdern und ihrem jüngeren Bruder führte sie ein unbeschwertes Leben. Sie erhielt Privatunterricht, sprach fließend Französisch, spielte Musik, konnte spinnen, nähen und lernte zeichnen.
Als König Louis Napoleon während einer Reise durch Brabant im Jahr 1809 eine Nacht in Croy verbrachte, schenkte er der 13-jährigen Constance van der Brugghen van Croy einen Kamm, Ohrringe und eine Halskette. Im Jahr 1820 wurde ihr jüngerer Bruder Louis bei einem Duell getötet, sechs Jahre später starb ihr ältester Bruder Gideon. Ihr Vater starb 1828 und sie blieb in Croy, um sich um ihre Mutter zu kümmern, die zunehmend pflegebedürftig wurde und 1843 starb. Zu dem Zeitpunkt war ihr inzwischen pensionierter Bruder  ins Schloss zurückgekehrt, welches Constance van der Brugghen van Croy nun leitete. In ihren Besitz gelangte das Schloss, als ihr Bruder George 1864 starb. Sie wurde nun „Freule Constance“ genannt.
Freule Constance wurde protestantisch erzogen, fühlte sich jedoch zum katholischen Glauben hingezogen. Sie hatte jahrelang in einem katholischen Umfeld gelebt und hatte katholische Freunde. Einer von ihnen war Jonkheer Johannes Franciscus Ritter de van der Schueren, Vorsitzender der Ritterschaft von Nordbrabant. Mit ihm korrespondierte sie über ihren inneren Kampf mit dem Glauben. Da sie ihren Eltern gegenüber loyal ein wollte und auch bei ihnen begraben werden wollte, zögerte sie, zum Katholizismus zu konvertieren. Ab 1868 lebte Gradus Nikkelen in Croy, er war Brauer und wurde ihr Vertrauter, nach weiteren Gesprächen und auch einer Vision, die sie 1870 auf dem Krankenbett gehabt haben soll, kontaktierte sie einen Priester. Pfarrer Begemann aus Nuenen warnte die Familie, doch Cousine Cornelie sagte, Constance könne ihre Entscheidungen frei treffen. So war sie überzeugt und im November 1870 schrieb sie an Jonkheer Ridder de van der Schueren: „Meine Gemütsheit könnte nicht besser sein, und wie könnte es auch anders sein, da ich glaube, nun den wahren Weg zu meiner Erlösung gewählt zu haben“.
Pfarrer Begemann warf daraufhin der katholischen Kirche vor, eine alte Dame zu manipulieren, die „vielleicht schon anfing, kindisch zu werden“. Freule Constance ließ sich jedoch nicht beirren. Im Juli 1871 wurde sie wiedergetauft und empfing ihre Erstkommunion. Da war sie 75 Jahre alt. 
Laut den römisch-katholischen Chronisten Pater Gerlachus van den Elsen und Kanoniker Wijnhoven wurden die Flaggen in Stiphout aufgehängt, weil „man ihr aufrichtig Glück wünschte“. Ihre Familie versuchte hinsichtlich des Erbes, sie für unzurechnungsfähig erklären zu lassen, hatte damit jedoch keinen Erfolg. Sie ließ 1872 ein neues Testament aufsetzen, mit dem sie den Großteil ihrer Familie enterbte. Schloss Croy sollte nach ihrem Tod unter dem Namen „Glaube, Hoffnung und Liebe“ ein Heim für arme alte Männer und Frauen aus Stiphout und Aarle-Rixtel umgewandelt werden. Ein Priester sollte jede Woche eine Messe lesen.
Johanna Carolina Constantia Wilhelmina van der Brugghen van Croy starb am 19. März 1873. Kurze Zeit später übernahmen die Barmherzigen Schwestern von Tilburg die Aufgabe, sich um die maximal dreißig älteren Bewohner zu kümmern. Der Bürgermeister und der Pfarrer von Stiphout verwalteten das Schloss, waren jedoch nicht die Eigentümer. Dies führte 1956 zu einem Rechtsstreit zwischen dem „Burgerlijk Armbestuur“ auf der einen und dem Bürgermeister und dem Pfarrer auf der anderen Seite. Das Ergebnis des Rechtsstreites war, dass die Armenbehörde der rechtmäßige Eigentümer war und dass die beiden Herren nun allein über die Aufnahme entscheiden konnten. Anschließend verwaltete die 1963 gegründete, neu gegründete Stiftung „Glaube, Hoffnung und Liebe“ das Anwesen, bis Croy 1976 nicht mehr als Altenheim unterhalten werden konnte. Der Komplex wurde 1990 grundlegend saniert und danach wurden Büroräume vermietet. Unabhängig von dieser Stiftung wurde 1963 auch der Freule Constancefonds gegründet, eine Initiative von Privatpersonen, die im Namen der Freule den Armen und Alten von Stiphout und Aarle-Rixtel Unterstützung bieten wollten.